# Populierenbladsteelmineermot
De populierenbladsteelmineermot (Ectoedemia hannoverella) is een vlinder uit de familie dwergmineermotten (Nepticulidae). De wetenschappelijke naam is voor het eerst geldig gepubliceerd in 1872 door Glitz.
De soort komt voor in Europa.